# Dominikanski samostan i crkva u Dubrovniku
Dominikanski samostan i crkva vjerski su objekti u gradu Dubrovniku.
Nalaze se u istočnom dijelu starog grada uz gradske zidine. Dominikanci su osnovali samostan u Dubrovniku 1225. godine. Čini ga kompleks zgrada među kojima su crkva sv. Dominika, zvonik, klaustar i tri samostanska krila. Nije sa sigurnošću utvrđeno kad je izgradnja započela, neki podatci datiraju iz 13. stoljeća. U početku je bio izvan gradskih zidina, ali je zbog njegove obrambene važnosti Malo vijeće 1301. godine odlučilo da će pučani izgradnju pomoći novčano i svojim radom. Unutar samostana se nalazi i djelo venecijanskog majstora, Paola Veneziana. Muzej samostana sadrži vrijedne rukopise i 217 inkunabula, slike dubrovačkih slikara iz 15. i 16. stoljeća: Lovre Dobričevića, Mihajla Hamzića i Nikole Božidarevića i oltarnu palu "sv. Magdalena", rad slavnog talijanskog slikara Tiziana iz 1550. godine.
Crkva je jedna od najvećih gotičkih građevina na istočnoj obali Jadrana. Nacrte je izradio Michelozzo di Bartolomeo, a gradnju su vodili dubrovački majstori Utešimović, Radomanović i dr.

## Povijest i opis građevine
Dominikanski samostan u Dubrovniku osnovali su redovnici 1225. g. Danas se nalazi uz gradske zidine i Vrata od Ploča te tvori kompleks zgrada koji čine velika jednobrodna crkva s prigrađenim zvonikom, klaustar (sa sjeverne strane) i tri samostanska krila koja zatvaraju klaustar. U spomenuti kompleks spadaju još i četiri manje samostanske crkve iako nisu potpuno uklopljene u cjelinu. To su crkva sv. Sebastijana, crkva sv. Luke, crkva Navještenja i crkva Gospe od Rozarija, tj. bratovštinska crkva Rozario.
Crkva sv. Sebastijana gotička je crkva sagrađena 1466. g. tik uz crkvu sv. Dominika, točnije, uz njezin južni zid. Iako još gotička,  primjer je prve crkve s polukružnom apsidom u Dubrovniku. Njen položaj u neposrednoj blizini gradskih vrata trebao je značiti sv. Sebastijanovu zaštitu grada od kuge koja je u to vrijeme bila velika prijetnja stanovništvu Europe. Crkve sv. Luke, zatim crkva Navještenja i bratovštinska crkva Rozario prostorno su odvojene od središnjeg kompleksa samostana, no unatoč tomu one su u njegovu vlasništvu. Prve dvije smještene su s istočne strane Ulice sv. Dominika, dok je posljednja, crkva Gospe od Rozarija sagrađena nasuprot zapadnoga pročelja crkve sv. Dominika.
Iako je poznata činjenica da je još 1282. g. na mjestu današnjeg samostana sv. Dominika postojao neki manji klaustar s grobovima, tek se rujan 1301. g. po prvi puta spominje kao datum početka izgradnje spomenutog samostana. Inicijativu predvodi Malo vijeće koje naređuje da u izgradnji samostana moraju sudjelovati svi stanovnici, i muškarci i žene.
Ipak, premda su radovi počeli već početkom 14. st., te su tijekom istog stoljeća i samostan i crkva već bili sagrađeni, svoj konačni oblik samostan je dobio tek izgradnjom sakristije, kapitularne dvorane i trijemova klaustra sredinom 15. st.

## Crkva sv. Dominika
Crkva sv. Dominika jedan je od najvećih gotičkih prostora na istočnoj jadranskoj obali. Dubok i ispražnjen prostor iznimno velikih dimenzija za naše područje (42x16x16 m) u kombinaciji s visokim i glatkim zidovima crkvene lađe i otvorenim drvenim krovištem odaju dojam prostranosti i gotičke lakoće. Isti utisak može se dobiti i u nekim drugim crkvama propovjedničkih redova. Riječ je o jednobrodnoj građevini s dugom lađom visokih zidova na koju se nastavlja svetište poligonalnog oblika. Vanjski plašt crkve raščlanjen je četvrtastim kontraforima. Unatoč smatranjima nekih istraživača da je zbog potresa i ponovnih pregradnja od izvorne gradnje ostalo vrlo malo ostataka, dominikanska crkva uglavnom je zadržala svoj izvorni oblik. Tome svjedoče grobni natpisi pri dnu pročelja iz 14. – 15. stoljeća, niz trodjelnih romaničko-gotičkih slijepih arkada i poligonalna apsida.
Južnim pročeljem crkve dominira glavni ulaz do kojeg vodi strmo stubište. Majstor je vanjskog, kasnogotičkog okvira Bonino Jakovljev iz Milana. On je zajedno s domaćim dubrovačkim klesarima 1418. g. izradio vanjski okvir južnog portala i figuru Boga Oca koja se nalazi na vrhu. Drugi, zapadni ulaz u crkvu otvoren je tek sredinom 15. st., i to nakon što je uređena dugačka pristupna rampa.

## Knjižnica
Treća javna knjižnica po redoslijedu otvaranja i prva knjižnica namijenjena građanima i strancima. Građena je po nacrtima Michelozza Michelozzia načinjenima najkasnije 1463. godine. Kad je dovršena sigurno prije 1520. godine bila je 33,2 m dugačka i 8,8 m široka. U njoj je istovremeno moglo raditi 130 posjetitelja. Protezala se je u smjeru sjever-jug i bila je dobro osvijetljena bočnim prozorima visokima 2,64 m i širokima 0,55 m. Knjižnica je bila za razliku od dvaju starijih knjižnica u Firenci i Caseni namijenja svim građanima Dubrovnika, ali i strancima.

## Zvonik i klaustar
U sklopu samostanskog kompleksa, uz crkvu sv. Dominika nalazi se zvonik. Okružen je gradskim zidinama s juga, istoka i sjevera. Njegovo prizemlje uklopljeno je u prostor sakristije. Za početak izgradnje uzima se godina 1390. kada na njemu počinje raditi graditelj Cecho iz Monopolija. Prema De Diversisu, godine 1444. zvonik je još uvijek u gradnji, a smatra se da nije bio završen prije 1450. Kao krajnji datum završetka uzima se 1531. g. kada je mjedeni pozlaćeni pijevac postavljen na vrh. No, kako je taj vrh bio uništen gromom čak tri puta u 17. i 18. stoljeću klesari su ga, sukladno novim stilskim strujanjima, nakitili baroknim girlandama i volutama te su svinuli oblik kubeta kao što je to u vrijeme baroka bilo uobičajeno. Zvonik je u osnovi izgrađen u romaničkom stilu, no vidljive su i gotičke i renesansne stilske oznake, jednako kao i barokne. Nakon potresa 1979. g. znatno su stradali svi zvonici na dubrovačkom području pa tako i zvonik dominikanskog samostana. Obnova je započela devet godina kasnije.
Klaustar dominikanskog samostana ističe se među dubrovačkim spomenicima svojom prostranošću i ljepotom. Ideja o izgradnji klaustra postojala je još u 14. st. Ipak, njegovi trijemovi gradit će se tek u razdoblju od 1456. do 1483. g. Također, ovaj se klaustar smatra primjerom prvog prodora renesanse u dubrovačku sakralnu arhitekturu iako neki detalji još uvijek nose odlike gotičkog stila. U središtu dvorišta nalazi se kameni zdenac iz 16. st. Nacrt klaustra izradio je poznati umjetnik firentinskog quattrocenta, Masso di Bartolomeo, a radove su izveli domaći majstori.

## Raspelo- Paolo Veneziano
U začelju velike crkvene lađe, smješteno u luku apsidalnog otvora monumentalne crkve, u visini nad oltarom nalazi se velebno Raspelo koje je, prema riječima Grge Gamulina  jedno od najgrandioznijih djela osnivača mletačke škole trečentističkog slikarstva, Paola Veneziana. Njegov sadašnji i ujedno najvjerojatnije prvobitni smještaj prati već ustaljeno opremanje srednjovjekovnih svetišta u kojima su se Raspeća postavljala u visini nad oltarom time predočavajući Žrtvu Božjeg Sina čija simbolika zaziva Spasenje. Najizglednije je, da je raspelo i prvotno bilo postavljeno na sadašnje mjesto. U središtu je naslikan raspeti Krist dok su na pobočnim poljima likovi Bogorodice i Ivana. Datira se u razdoblje između 1350. i 1355. g., a smatra se da je nastalo u zenitu stvaralaštva Paola Veneziana. Ovo djelo je zasigurno među najskupljima iz kasnog srednjeg vijeka u Hrvatskoj.

## Poznate osobe
Poznati dominikanci koji su živjeli i djelovali u ovom samostanu:
- biskup Petar Gučetić-Dragojević (1493 – 1564.) - pokopan u grobnici u samostanu
- dr. o. Antonin Zaninović (1879. – 1973.)
- prof. dr. Hijacint Bošković (1900. – 1947.)
- dr. o. Dominik Barač (1912. – 1945.)
- prof. dr. o. Jordan Kuničić
- prof. dr o. Stjepan Krasić
- Tomo Basiljević
- Tomo Botteri, prior, hrv. pisac i propovjednik[4]

## Istraživači
Najznačajniji hrvatski istraživači koji su se kroz 20. st. bavili dominikanskim samostanom bili su Ljubo Karaman, Cvito Fisković i Frano Kovačević dok se među suvremenim istraživačima ističu Stjepan Krasić i Predrag Marković.

## Vanjske poveznice
- Dominikanski samostan Dubrovnik na stranicama Hrvatske dominikanske provincije
- Dominikanski samostan Dubrovnik na stranicama katoličkog magazina Veritas